# 오버 더 레인보우 (드라마)
《오버 더 레인보우》는 2006년 7월 26일부터 2006년 9월 14일까지 방영된 MBC 수목 미니시리즈이다.

## 등장 인물

### 주요 인물
- 지현우 : 권혁주 역
- 서지혜 : 마상미 역
- 황윤석 : 렉스 역
- 김옥빈 : 정희수 역

### 주변 인물
- 임하룡 : 권상복 역
- 김혜옥 : 이미자 역
- 나혜미 : 권지혜 역
- 신현탁 : 오영달 역
- 최권 : 최규호 역
- 나우 : 김원경 역 - 일명 똘똘이
- 김혜림
- 남현준 : 만종 역
- 신영석 : 영석 역
- 김일우 : 최남기 역
- 이형철 : 정상현 역
- 정한용 : 미스터 박 역
- 박희진 : 선영 역
- 정은표 : 망치 역
- 김고운 : 어린 정희수 역
- 서단비 : 렉스의 코디네이터 역

## 수상
- 2006년 MBC 연기대상 프로듀서상 지현우
- 2006년 MBC 연기대상 프로듀서상 김옥빈